# Émile-Bernard Donatien
Donatien (20 de junio de 1887 - 8 de noviembre de 1955, también conocido artísticamente como E.B. Donatien o Émile-Bernard Donatien, fue un actor, director, productor, guionista, artista decorador, pintor y ceramista de nacionalidad francesa. 
Nacido en París, Francia, su verdadero nombre era Émile-Charles-Bernard Wessbecher. Era compañero de la actriz Lucienne Legrand, primo del general Pierre Koenig y tío de la actriz Claude Romet. 
Debutó en el cine con Édouard-Émile Violet, con quien colaboró en numerosas cintas rodadas en la década de 1920.
Émile-Bernard Donatien falleció en Appoigny en 1955. 

## Filmografía
Muchos de sus filmes se consideran perdidos.

### Director
- 1920 : Une histoire de brigands
- 1922 : Les hommes nouveaux (codirección con Édouard-Émile Violet)
- 1922 : L'Auberge (codirección con Édouard-Émile Violet)
- 1923 : La Malchanceuse (codirección con Benito Perojo)  — film parcialmente perdido —
- 1923 : L'Île de la mort  — film perdido —
- 1923 : La Chevauchée blanche — film perdido —
- 1924 : Princesse Lulu
- 1924 : Pierre et Jean
- 1924 : Nantas
- 1925 : Mon curé chez les riches
- 1925 : Mon curé chez les pauvres
- 1925 : Le Château de la mort lente — film perdido —
- 1926 : Simone
- 1926 : Florine, la fleur du Valois
- 1926 : Au revoir et merci (codirección con Pierre Colombier)
- 1928 : Miss Édith, duchesse
- 1928 : Le Martyre de Sainte-Maxence
- 1929 : L'Arpète
- 1932 : Mon curé chez les riches

### Actor
- 1920 : Une histoire de brigands
- 1920 : Les Mains flétries
- 1921 : La Ruse
- 1921 : L'Épingle rouge
- 1922 : Les Hommes nouveaux
- 1922 : L'Auberge
- 1923 : La Malchanceuse
- 1923 : L'Île de la mort
- 1923 : La Chevauchée blanche
- 1924 : Princesse Lulu
- 1925 : Mon curé chez les riches
- 1925 : Mon curé chez les pauvres
- 1925 : Le Château de la mort lente
- 1926 : Au revoir et merci
- 1929 : L'Arpète

### Guionista
- 1922 : L'Auberge
- 1923 : La Malchanceuse (codirección con Benito Perojo)
- 1925 : Mon curé chez les riches
- 1925 : Le Château de la mort lente
- 1928 : Miss Édith, duchesse